# Эффект Мак-Гурка
Эффект Мак-Гурка — эксперимент демонстрирующий взаимодействие между слухом и зрением в восприятии речи, а именно, то, что восприятие речи мультимодально, то есть вовлекает информацию сразу из нескольких органов чувств.
Эффект Мак-Гурка также иногда называют эффектом Мак-Гурка — Мак-Дональда.
Впервые он был описан Мак-Гурком и Мак-Дональдом в 1976 году.

## Описание
Испытуемый просматривает видеоролик с видеорядом с одной фонемой и звуковой дорожкой с произношением другой фонемы.
При этом очень часто воспринятая фонема является третьей, средней между этими двумя.
Для примера, в оригинальном эксперименте Мак-Гурка испытуемым показывали видеозапись человека, многократно произносившего одними губами слоги ga-ga, в то время как фонограмма воспроизводила слоги ba-ba.
Когда испытуемые закрывали глаза и только слушали фонограмму, они точно распознавали слоги.
Более того, когда они видели только движения губ говорившего человека, а фонограмма была выключена, они достаточно точно идентифицировали произносимые звуки как ga-ga (подтверждая тем самым, что при необходимости мы можем читать по губам и что, возможно, делаем это гораздо чаще, чем нам кажется).
Однако когда испытуемым одновременно предъявлялись противоречащие друг другу слуховые и зрительные стимулы, они слышали звуки, которых не было ни в одном из них.
Например, когда испытуемые видели на экране человека, артикуляция губ которого соответствовала слогам ga-ga, и одновременно звучал акустический сигнал ba-ba, большинство из них слышали совсем другой звук — da-da, при этом большинство испытуемых не осознали несоответствия слуховой и зрительной стимуляций.
Последующие эксперименты показали, что подобный эффект наблюдается и при проведении экспериментов с целыми предложениями.
Эффект очень устойчивый, и знание о нём почти не влияет на его восприятие, что отлично от некоторых оптических иллюзий, которые разрушаются при тщательном изучении.

## Приложения
Изучение эффекта Мак-Гурка используется для создания более точных программ распознавания речи с применением видеокамеры и читающего по губам программного обеспечения.
Исследование Вейрэма и Райта 2005 года показало, что эффект Мак-Гурка может иметь большое влияние на повседневное восприятие.

## Внешние ссылки
- Видео эффекта Мак-Гурка
- Видео эффекта Мак-Гурка